# Chris Slade
Christopher Rees, más conocido por Chris Slade (nacido en Pontypridd, Reino Unido el 30 de octubre de 1946) es un baterista británico de rock que participó en numerosas bandas, entre ellas el grupo AC/DC con la que es popularmente conocido. En 2015 retomó a formar parte de la banda tras la salida de Phil Rudd a raíz de sus escándalos judiciales.

## Inicios
Su carrera como baterista comenzó a la edad de 17 años. Dejó la escuela y se trasladó a la ciudad de Londres de la mano de Tommy Scot & The Senators, combo de la localidad liderado por un cantante que, dos años más tarde, iba a alcanzar la fama mundial con el nombre de Tom Jones.
Después tocó en diversas bandas como Tony Hazzard and Tom Paxton, Manfred Mann's Earth Band, Uriah Heep, The Firm (con Jimmy Page, Paul Rodgers y el bajista Tony Franklin) con quienes grabó sus dos discos de estudio The Firm (1985) y Mean Business (1986) . También colaboró con Gary Moore y participó en la gira Blue Light junto a David Gilmour en 1984, como presentación del disco About Face.

## En AC/DC
Slade se unió a la agrupación australiana AC/DC gracias a la colaboración de Steward Young, uno de sus managers, quien fue el que lo recomendó, logrando así el visto bueno de Malcolm Young, quedando impresionado por su estilo.
Chris participó en los álbumes The Razors Edge, el disco en vivo Live, y del sencillo Big Gun. que sirvió de banda sonora para la película Last Action Hero.
En 1994 dejó la banda y Phil Rudd (antiguo y mítico baterista de AC/DC) volvió a la batería para el disco Ballbreaker, de 1995.

## Después de AC/DC
Después de su salida, Slade regresó al Reino Unido antes de recibir una llamada del teclista Geoff Downes (Asia), invitándolo a hacer parte de la agrupación.
Chris actualmente ensaya para un álbum nuevo con el power trio inglés "Damage Control", junto a Pete Way de "UFO" y Robin George.
En 2010 crea la banda de tributo a AC/DC "CS/SC",que son las siglas de Chris Slade's Steel Circle, junto a Keri Kelli a la guitarra rítmica, Leon Goewie como vocalista, Robbie Crane en el bajo y J-Jay Bozzy en la guitarra solista.

## Vuelta a AC/DC
Debido a los problemas judiciales que Phil Rudd padecía, la banda se vio obligada a buscar un nuevo baterista para el Rock or Bust World Tour. Estos acudieron a Chris, que re-debutó con el grupo en los Premios Grammy de 2015. La banda abrió la ceremonia. Comenzó con el sencillo Rock or Bust y luego con Highway to Hell.

## Discografía
Con Tom Jones
- Along Came Jones (1965)
- A-Tom-ic Jones (1966)
- From The Heart (1966)
- Green, Green Grass of Home (1967)
- Live: at the Talk of the Town (1967)
- 13 Smash Hits (1967)
- Delilah (1968)
- Live In Las Vegas (1969)

Con Toomorrow
- Toomorrow (banda sonora) (1970)

Con Tom Paxton
- How Come The Sun (1971)

Con Manfred Mann's Earth Band
- Manfred Mann's Earth Band (1972)
- Glorified Magnified (1972)
- Messin' (1973)
- Solar Fire (1973)
- The Good Earth (1974)
- Nightingales and Bombers (1975)
- The Roaring Silence (1976)
- Watch (1978)

Con Terra Nova
- Terra Nova (1978)

Con Kai Olsson
- Crazy Love (1979)

Con Frankie Miller
- Falling in Love (1979)

Con Uriah Heep
- Conquest (1980)

Con Gary Numan
- I, Assassin (1982)

Con Denny Laine
- Anyone Can Fly (1982)

Con David Gilmour
- About Face (Tour Only) (1984)

Con The Firm
- The Firm (1985)
- Mean Business (1986)

Con AC/DC
- The Razors Edge (1990)
- Live at Donington (1992)
- Live (1992)
- "Big Gun" (1993)

Con Asia
- Aura (2001)
- Silent Nation (2004)

Con Bloodstock
- Creator of Worlds

Con Damage Control
- Damage Control (2007)
- Raw (2008)

Con MIWA
- My Wish Is Your Command (2011)